# C. Peter Wagner
Charles Peter Wagner (Nova Iorque, 1930 – Colorado Springs, 21 de outubro de 2016) foi um teólogo estado-unidense, nascido de uma família anglicana. Foi ele que criou o termo "Terceira Onda" para se referir às igrejas neopentecostais.
Durante os anos de 1956 até 1971, ele e sua esposa, Doris foram missionários na Bolívia. Após isso, ele se tornou professor de Crescimento da Igreja no Seminário Teológico Fuller, influenciado por Donald McGravan. Também lecionou os cursos sobre dons espirituais e o conhecido curso MC510, chamado "Sinais, Maravilhas e Crescimento da Igreja", em 1982 junto com John Wimber, da Igreja Videira.
Após isso, começou a se identificar cada vez mais com os pentecostais, apesar de ter afirmado não ser pentecostal. Pregou novas doutrinas como batalha espiritual, outros conceitos sobre demônios, quebra de maldições, ministério de libertação, mapeamento espiritual. É também um dos principais defensores dos apóstolos modernos nas Igrejas Apostólicas (ele mesmo se auto-proclamou "apóstolo"): a chamada Nova Reforma Apostólica.
Presidente do Global Harvest Ministries, fundado em 1992, do World Prayer Center, e de outras instituições. É chanceler do Wagner Leadership Institute (WLI), fundado em 1998. Wagner é um dos membros fundadores da International Coalition of Apostles (ICA), organização que reúne centenas de apóstolos em várias nações, e foi seu Apóstolo Presidente até 2010, quando passou a presidência para John P. Kelly, e se tornou Presidente Emérito da instituição.
Os ensinos dele são áreas polêmicas, que não são aceitas por muitos teólogos e líderes evangélicos .
Wagner também escreveu mais de 70 livros, todos relativos a assuntos teológicos. Ele e sua esposa vivem em Colorado Springs, Colorado, tem três filhos, nove netos e três bisnetos. Já esteve no Brasil, para o terceiro encontro da Rede de Guerra Espiritual no país (de acordo com o sociólogo Ricardo Mariano) e convidado pela Comissão Nacional de Evangelização realizada pela Igreja Presbiteriana (de acordo com o pastor Augustus Nicodemus Lopes).
C. Peter Wagner faleceu no dia 21 de outubro de 2016, deixando um grande legado de ensino.

## Obras selecionadas
- Latin American Theology.  Radical or Evangelical,Life Publisher House,1971.
- Your Spiritual Gifts Can Help Your Church Grow, Regal Books, 1979, 1994, 2005. ISBN 0-8307-3697-2
- Strategies for Church Growth, Regal Books, 1987. ISBN 0-8307-1170-8
- How to Have a Healing Ministry, Regal Books, 1988. ISBN 0-8307-1297-6
- The New Apostolic Churches ISBN 0-8307-2137-1
- Churchquake!, Regal Books, 1999. ISBN 0-8307-1918-0
- Changing Church, Regal Books, 2004. ISBN 0-8307-3278-0
- Breaking Strongholds in Your City ISBN 0-8307-1638-6
- Freedom from the Religious Spirit, Regal Books, 2005. ISBN 0-8307-3670-0
- Prayer Warrior Series, Regal Books, 1992-1997.
  - Warfare Prayer: How to Seek God's Power and Protection in the Battle to Build His Kingdom ISBN 0-8307-1534-7
  - Prayer shield: How to intercede for pastors, Christian leaders, and others on the spiritual frontlines ISBN 0-8307-1573-8
  - Confronting the Powers: How the New Testament Church Experienced the Power of Strategic-Level Spiritual Warfare ISBN 0-8307-1819-2
  - Praying With Power: How to Pray Effectively and Hear Clearly from God ISBN 0-8307-1919-9
- Dominion:How Kingdom Action Can Change the World, Chosen Books, 2008. ISBN 978-0-8007-9435-4
- The Book Of Acts: A Commentary, Regal Books, 2008. ISBN 978-0-8307-4595-1